# Mularze (rejon postawski)
Mularze (biał. Муляры; ros. Муляры) – wieś na Białorusi, w obwodzie witebskim, w rejonie postawskim, w sielsowiecie Komaje.
Dawniej używana nazwa – Mularze Polne.

## Historia
W czasach zaborów wieś w gminie Komaje, w powiecie święciańskim Imperium Rosyjskiego. W 1866 roku miała 77 mieszkańców w 10 domach, własność rożnych właścicieli. W 1905 roku liczyła 64 mieszkańców, 320 dziesięcin, własność von Ekce.
W dwudziestoleciu międzywojennym kolonia leżała w Polsce, w województwie wileńskim, w powiecie święciańskim, w gminie Komaje.
W 1931 w 21 domach zamieszkiwało 112 osób.
W wyniku napaści ZSRR na Polskę we wrześniu 1939 miejscowość znalazła się pod okupacją sowiecką. 2 listopada została włączona do Białoruskiej SRR. Od czerwca 1941 roku pod okupacją niemiecką. W 1944 miejscowość została ponownie zajęta przez wojska sowieckie i włączona do Białoruskiej SRR.
W latach 1981 – 1988 centrum sielsowietu Mularze